# Зелёный (Архангельская область)
Зелёный — железнодорожная станция в Няндомском районе Архангельской области.

## География
Находится в юго-западной части Архангельской области на расстоянии приблизительно 8 км на юг по прямой от административного центра района города Няндома.

## История
Станция была известна не только как линейная станция Северной железной дороги, но и как исходный пункт небольшой узкоколейки, существовавшей до 1995 года.

## Население
Численность населения: 135 человек (русские 92 %) в 2002 году, 83 в 2010.